# Rhipsalis pilocarpa
Rhipsalis pilocarpa là một loài thực vật có hoa trong họ Cactaceae. Loài này được Loefgr. miêu tả khoa học đầu tiên năm 1903.

## Hình ảnh

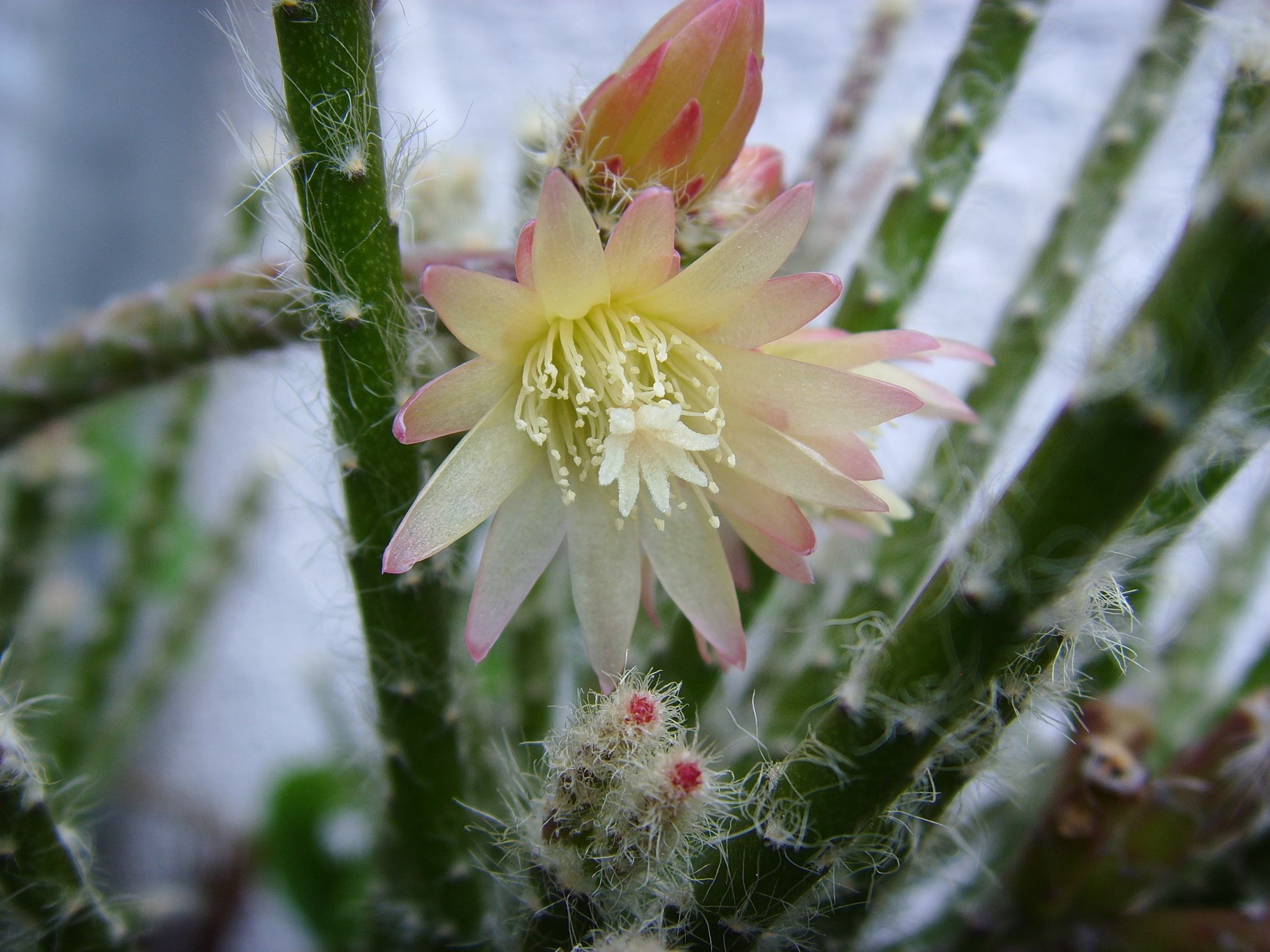
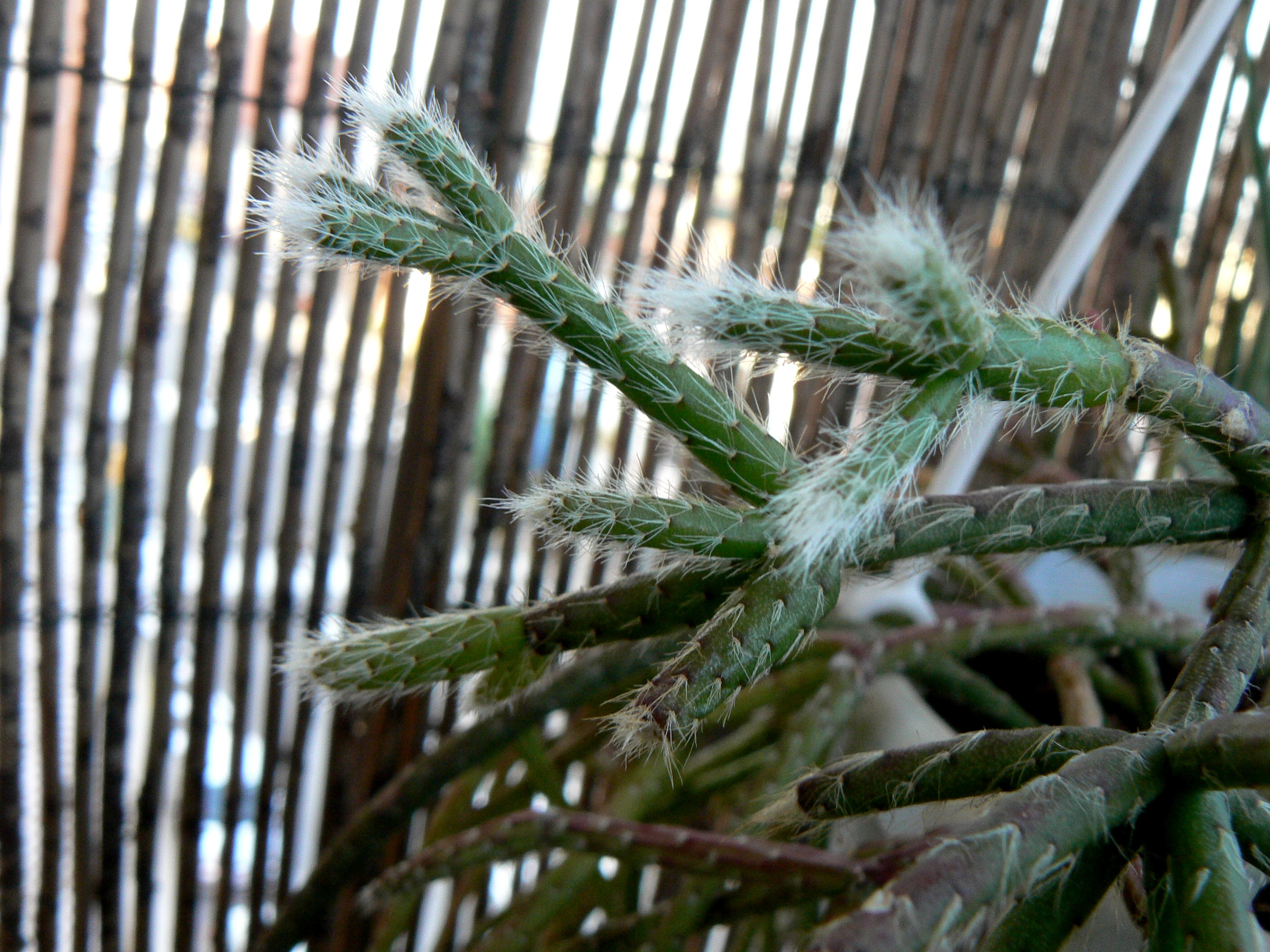
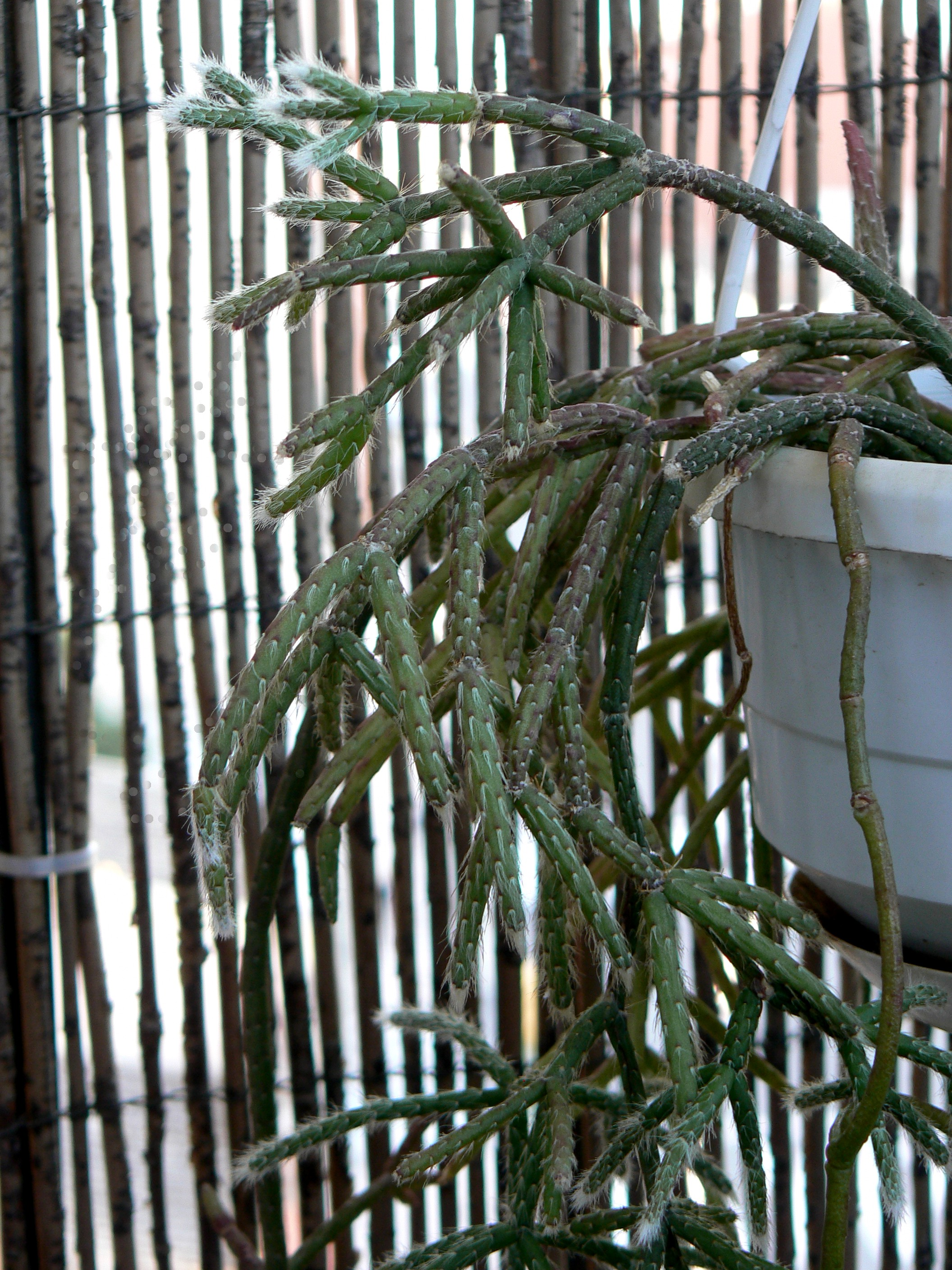
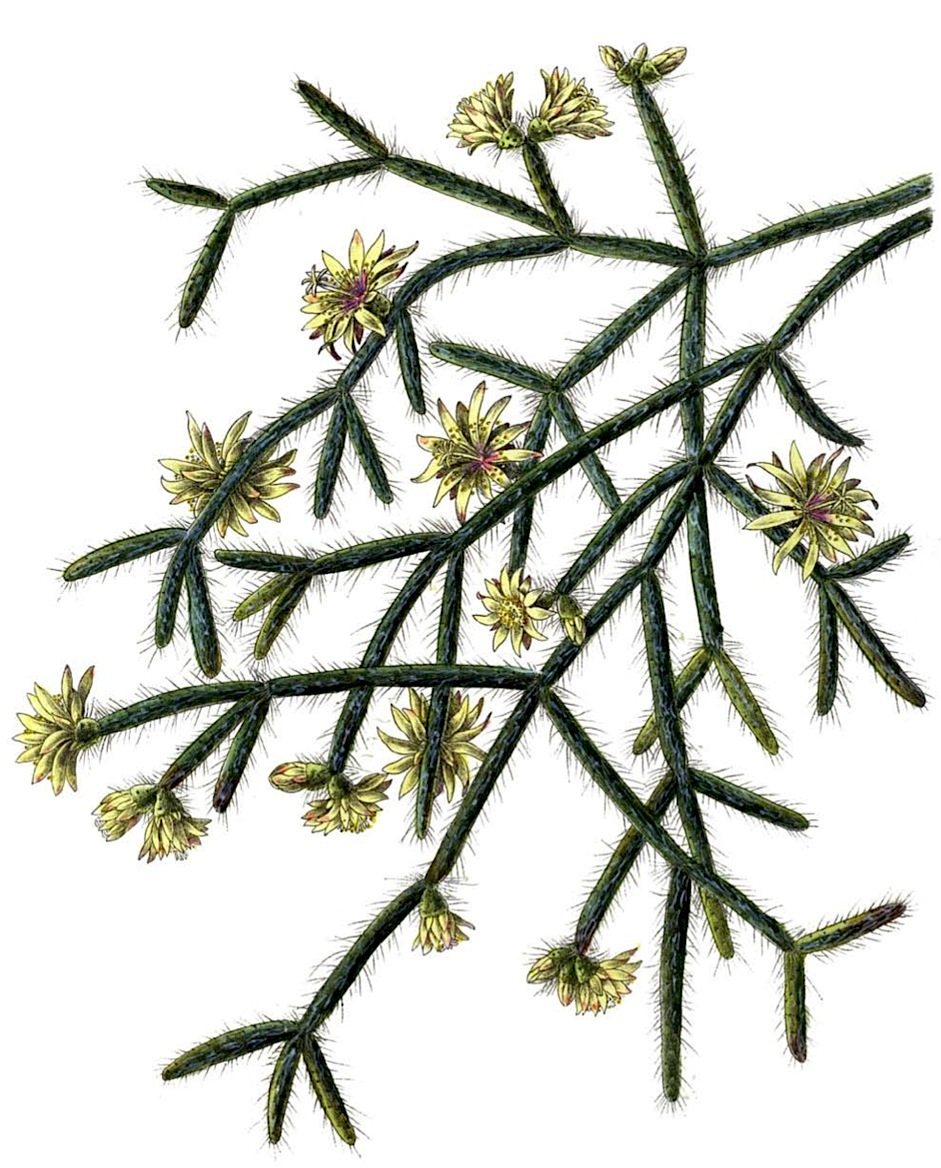